# 肯德尔·布罗迪
肯德尔·布罗迪（英語：Kendall Brodie，1991年11月21日—），澳大利亚女子赛艇运动员。她曾代表澳大利亚参加世界赛艇锦标赛，以舵手身份获得一枚银牌和一枚铜牌，均来自男子八人单桨有舵手项目。